# Fethiye Çetin
Fethiye Çetin (* 4. Mai 1950 in Maden, Provinz Elâzığ) ist eine türkische Rechtsanwältin, Schriftstellerin und Menschenrechtsaktivistin mit armenischen Wurzeln.

## Leben
Sie wurde in der Kleinstadt Maden in eine moslemische Familie hineingeboren. Çetins Großmutter mütterlicherseits, Seher, gab später preis, dass sie von Geburt eine armenische Christin namens Heranuş Gadaryan war, die während eines Todesmarsches beim Völkermord an den Armeniern von ihrer Mutter getrennt wurde, um von einem türkischen Militärbeamten als Muslimin erzogen zu werden; dieses Schicksal inspirierte Çetin zu ihrem ersten Buch – eine Nacherzählung der Geschichte ihrer Großmutter mit dem Titel Meine Großmutter.
Çetins Buch Meine Großmutter setzte in der türkischen Öffentlichkeit dem Schweigen über die Armenier ein entschiedenes Ende. Das Buch wurde zur Pflichtlektüre an zahlreichen progressiven türkischen Instituten für höhere Bildung, wie etwa bei der Sabancı-Universität. Today’s Zaman charakterisiert das Buch in Bezug auf „die verlorenen Armenier“ als „Teil eines Trends in der Türkei, die mit einer Geschichte der Leugnung, Nationalismus und Furcht vor politischen Konsequenzen ringt“.
Çetin gab 2009 mit Ayşe Gül Altınay, einen Band mit dem Titel Torunlar (Die Enkel) heraus, in dem türkisch sozialisierte Menschen von ihren bisher geheimgehaltenen armenischen Wurzeln berichten. In ihrem letzten Buch stellt Fethiye Çetin den Prozess über den Mord an Hrant Dink aus ihrer Sicht als Anwältin dar: Utanç Duyuyorum! (Ich schäme mich).
In ihrer Tätigkeit als Rechtsanwältin vertrat Çetin die Familie des 2007 ermordeten türkisch-armenischen Nachrichtenredakteurs Hrant Dink. 2008 unterzeichnete sie die Petition Özür Diliyorum zum Völkermord.
Seit 2012 war Fethiye Çetin mehrmals Gast in Deutschland, las aus ihrem Buch Meine Großmutter und berichtete über die Situation der Diskussion um die Armenier in der Türkei.

## Werke
- Meine Großmutter: Erinnerungen. Übersetzt von Christina Tremmel-Turan und Tevfik Turan. Verlag Auf dem Ruffel; ISBN 978-3-933847-32-4